# Campionato Sammarinese 1997-1998

## Fase a gironi

### Girone A
|                       |    | Classifica 1997-98 | Pt | G  | V  | N | P  | GF | GS | DR  |
| --------------------- | -- | ------------------ | -- | -- | -- | - | -- | -- | -- | --- |
|                       | 1. | Tre Fiori          | 49 | 22 | 16 | 1 | 5  | 48 | 22 | +26 |
|                       | 2. | Faetano            | 40 | 22 | 11 | 7 | 4  | 37 | 13 | +24 |
| San Marino (bandiera) | 3. | Folgore            | 40 | 22 | 11 | 7 | 4  | 24 | 16 | +8  |
|                       | 4. | Murata             | 37 | 22 | 11 | 4 | 7  | 55 | 32 | +23 |
|                       | 5. | San Giovanni       | 31 | 22 | 8  | 7 | 7  | 32 | 29 | +3  |
|                       | 6. | Juvenes            | 21 | 22 | 5  | 6 | 11 | 25 | 36 | -11 |
|                       | 7. | Pennarossa         | 19 | 22 | 4  | 7 | 11 | 31 | 46 | -15 |
|                       | 8. | Cailungo           | 10 | 22 | 2  | 4 | 16 | 19 | 54 | -35 |

### Girone B
|  |    | Classifica 1997-98 | Pt | G  | V  | N | P  | GF | GS | DR  |
|  | -- | ------------------ | -- | -- | -- | - | -- | -- | -- | --- |
|  | 1. | Virtus             | 48 | 22 | 15 | 3 | 4  | 52 | 20 | +32 |
|  | 2. | Montevito          | 38 | 22 | 11 | 5 | 6  | 34 | 30 | +4  |
|  | 3. | Tre Penne          | 37 | 22 | 10 | 7 | 5  | 41 | 30 | +11 |
|  | 4. | Cosmos             | 36 | 22 | 9  | 9 | 4  | 37 | 24 | +13 |
|  | 5. | Libertas           | 27 | 22 | 8  | 3 | 11 | 26 | 37 | -11 |
|  | 6. | La Fiorita         | 24 | 22 | 6  | 6 | 10 | 30 | 37 | -7  |
|  | 7. | Dogana             | 22 | 22 | 5  | 7 | 10 | 29 | 41 | -12 |
|  | 8. | Domagnano          | 6  | 22 | 1  | 3 | 18 | 15 | 68 | -53 |

## Play-off
Ai play-off si qualificano le prime tre squadre di ogni girone.
- Primo Turno

Si affrontano le seconde e le terze classificate dei due gironi
 Tre Penne- Faetano 4-3
 Montevito- Folgore 1-1 rig.: 3-4
- Secondo Turno

Si affrontano le vincitrici dei due gironi con le vincenti del primo turno
 Tre Fiori- Folgore 2-1
 Virtus- Tre Penne 3-5
- Terzo Turno

Si affrontano i perdenti del primo turno contro i perdenti del secondo. Gli sconfitti vengono eliminati
 Folgore- Faetano 1-0
 Virtus- Montevito 5-0
- Quarto Turno

Si affrontano le vincenti del secondo turno. Chi vince approda in finale, chi perde in semifinale
 Tre Fiori- Tre Penne 5-0
Si affrontano le vincenti del terzo turno. Chi vince approda in semifinale, chi perde viene eliminato
 Folgore- Virtus 3-1
- Semifinale

 Folgore- Tre Penne 3-1
- Finale

 Folgore- Tre Fiori 2-1 dts